# Cupania spectabilis
Cupania spectabilis är en kinesträdsväxtart som beskrevs av Ludwig Radlkofer. Cupania spectabilis ingår i släktet Cupania och familjen kinesträdsväxter. Inga underarter finns listade i Catalogue of Life.